# Defenders
Defenders, eng., "försvarare", kallades under 1700-talet ett irländskt politiskt parti, som arbetade för Irlands befrielse från Storbritanniens övervälde och särskilt tog en verksam del i 1798-99 års uppror. Föreningen upplöstes därefter; faktiskt levde den dock kvar i en mängd sammanslutningar under skilda namn, men med samma syfte.